# San Martino (poesia)
San Martino è una poesia di Giosuè Carducci.
Fa parte della raccolta Rime nuove del 1887, che raccoglie liriche scritte dal 1861 al 1887. «L'autografo reca il titolo Autunno e in calce la data "8 decembre 1883: finito ore 3 pomeridiane"». La poesia, con il titolo San Martino (in maremma pisana), fu pubblicata per la prima volta nel supplemento Natale e capo d'anno de L'Illustrazione Italiana del dicembre 1883. È inserita nel volume III dell'edizione nazionale delle Opere.
Due liriche di Ippolito Nievo, composte nello stesso metro di quella del Carducci e pubblicate venticinque anni prima nel 1858, contengono alcune parole e immagini (pensier, rosseggiar, vespero, mar, nebbie, colli, sàle) presenti anche in San Martino. Ciò ha indotto un critico ad avanzare l'ipotesi che Carducci, che aveva viaggiato in Toscana dal 17 al 26 settembre 1883 diretto a Roma e che era tornato a Bologna alla fine di ottobre, si sia ispirato proprio alle poesie di Nievo, trasfigurandole secondo la sua sensibilità.

## Il testo
Il titolo fa riferimento alla data dell'11 novembre (commemorazione di San Martino), giorno in cui, tradizionalmente, in Italia si festeggia la maturazione del vino nuovo, da cui deriva la locuzione proverbiale "a San Martino ogni mosto diventa vino".
Il metro è quello della canzonetta anacreontica, in due coppie di quartine di settenari, a schema abbc deec, con ad piani sciolti, bb ee piani in rima baciata, cc tronchi in rima costante ma senari anziché settenari come gli altri. 

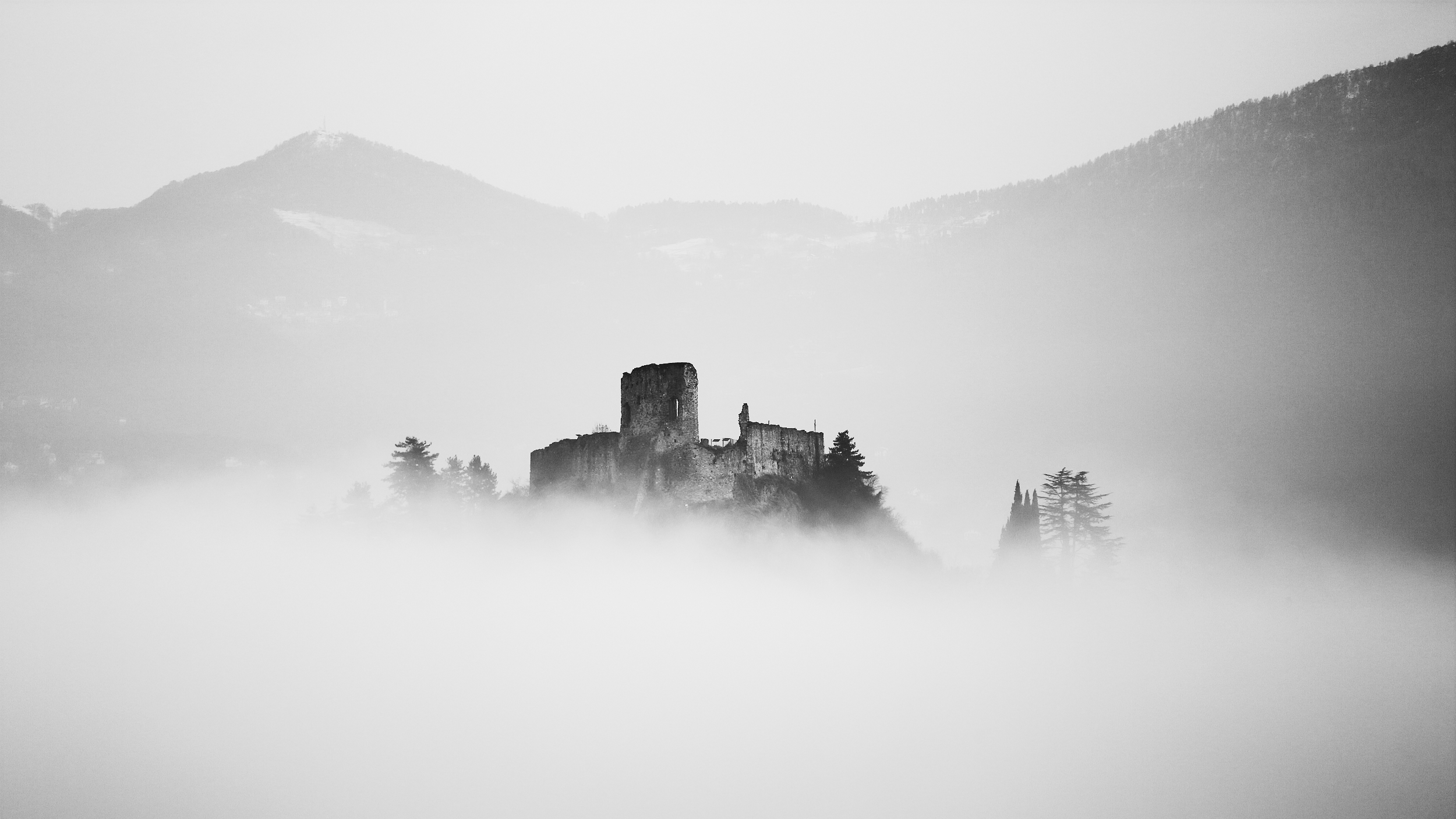
La nebbia a gl'irti colli

piovigginando sale,

e sotto il maestrale

urla e biancheggia il mar;

ma per le vie del borgo

dal ribollir de' tini

va l'aspro odor de i vini

l'anime a rallegrar.

Gira su' ceppi accesi

lo spiedo scoppiettando:

sta il cacciator fischiando

su l'uscio a rimirar

tra le rossastre nubi

stormi d'uccelli neri

com'esuli pensieri,

nel vespero migrar.

## La parafrasi
La nebbia, dissolvendosi e lasciando il posto ad una leggera pioggerella, risale per le colline rese ispide dalle piante ormai prive di foglie e, spinto dal freddo vento di maestrale, il mare rumoreggia frangendosi sulla scogliera con imponenti onde bianche di spuma. Per le vie del paesello si propaga dai tini, dove fermenta il mosto, l'odore aspro del vino nuovo che allieta l'umore dei paesani. Nel frattempo sui ceppi che bruciano nel focolare scoppietta il grasso che cola dallo spiedo, e il cacciatore, fischiettando, se ne sta sull'uscio a guardare stormi di uccelli che, in contrasto con le nubi rosseggianti per l'imbrunire, appaiono neri, come vagabondi pensieri che volano via nel crepuscolo.

## Analisi dell'opera
Si descrive un paesaggio in bianco e nero con l'eccezione del colore rossastro al termine della poesia che serve a far risaltare ancora di più il volo degli uccelli neri.
Evidente il contrasto tra l'atmosfera del borgo e il suono del mare in tempesta agitato dal maestrale, simbolo di un'inquietudine che, a mano a mano che si sale con fatica verso la cima del colle, quasi svapora attraverso la nebbia che vela la realtà, che non ci fa capire cosa veramente vogliamo, finché si giunge alla chiara allegrezza del borgo dove il rumore del mare è ormai lontano e dove si diffondono gli odori del vino che si sta facendo e della carne che gira sullo spiedo. Questi sono i suoni della pace, il vino che bolle nelle botti, la legna dello spiedo che scoppietta contrapposti alla furia del vento che agita il mare dell'esistenza umana.
Al termine della faticosa salita per la conquista della tranquillità ci attendono il vino e il cibo, una consolazione e un modo per raggiungere serenità, lasciare alle spalle giù in basso, il mare agitato della vita.
La serenità, oltre che negli odori, qui tinta di tristezza, è nel suono: nel fischiettio del cacciatore che appoggiato alla porta di casa guarda pensoso le nuvole rosse per il tramonto dove si stagliano uccelli neri che volano via come i foschi pensieri.
È una pace questa che si percepisce durerà poco, poiché ancora si sente là, in basso, il mare della vita rumoreggiare e poiché il poeta è ormai al tramonto che precede le tenebre della notte.
Poesia ritratta da Novembre di Giovanni Pascoli

## Altri media
Secondo la studiosa Carla Chiummo la poesia carducciana ha ispirato le opere di Giovanni Pascoli e Gabriele D'Annunzio. Un'eco del componimento si ritrova nella poesia Novembre di Pascoli, originariamente intitolata San Martino come l'omonima poesia del Carducci.